# Joyas de la Corona de Georgia
Las Joyas de la Corona de Georgia eran las iura regalia y vestimentas llevadas por los monarcas de Georgia durante la ceremonia de coronación y en otros actos estatales. Los últimos monarcas georgianos, Heraclio II y Jorge XII, la recibieron en sus respectivas ceremonias en 1783 y 1798 de manos de los zares del Imperio ruso, sus protectores oficiales por el tratado de Gueórguiyevsk, que se apropiaron de estos artículos tras la anexión de Georgia al Imperio en 1801. De estas joyas reales -una corona, una espada y un cetro-, sólo sobrevive el cetro en la colección de la Armería del Kremlin de Moscú.

## Historia antigua

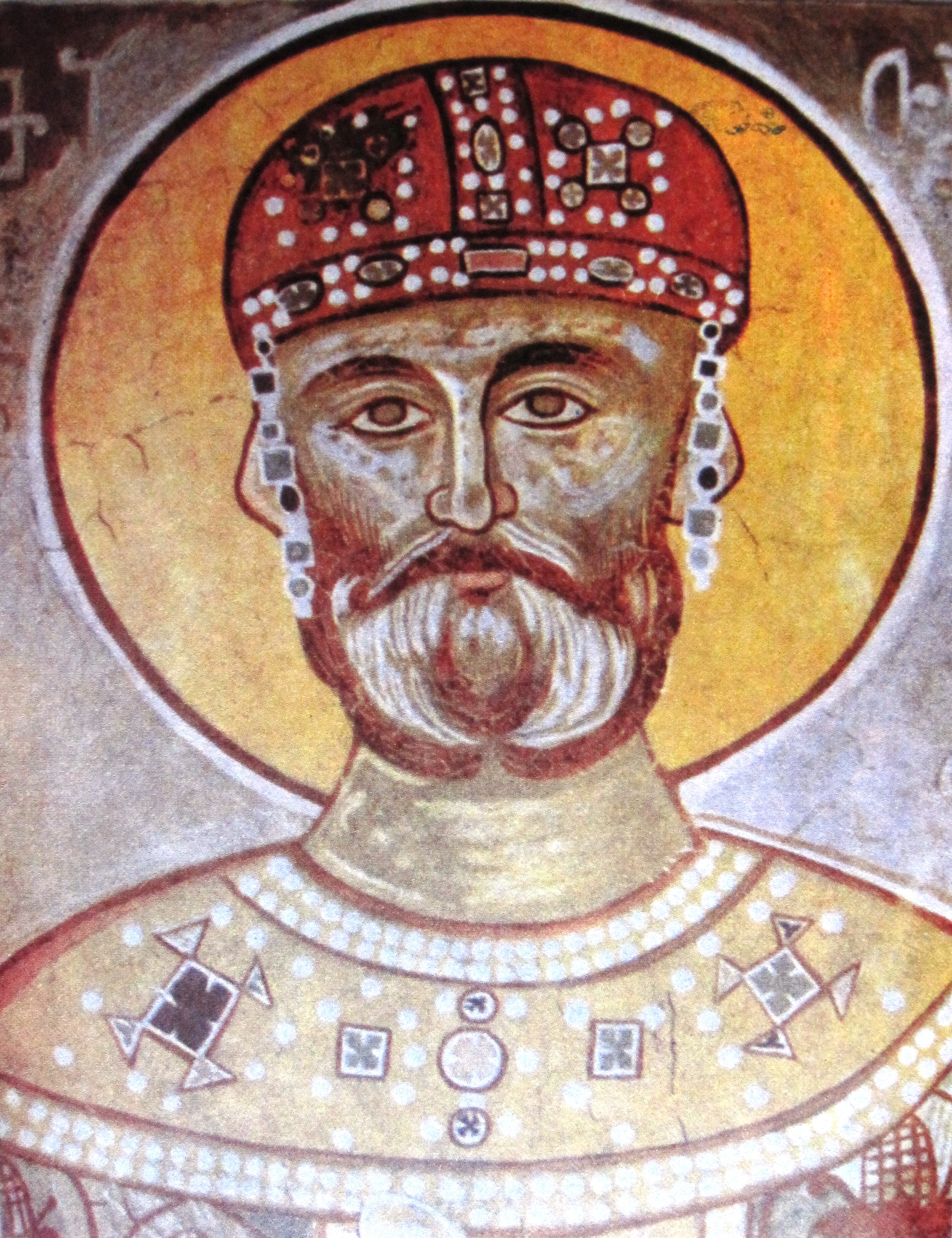
Corona real (con pendulia) del rey David IV (1073-1125). Fresco en el monasterio de Gelati.

Los monarcas medievales georgianos son retratados en monedas, medallas, relieves esculpidos y frescos llevando coronas y vestimentas reales, siguiendo un diseño imperial bizantino, y además existe ciertas evidencias documentales sobre parte de su regalía. Pero ninguno de esos artículos ha llegado hasta nosotros. Una corona que supuestamente había pertenecido a los reyes de Imericia, en Georgia occidental, se preservaba en el monasterio de Gelati según un inventario de 1896, que la describe "como una corona real cosida con plata y oro y piedras preciosas con siete cruces decoradas con piedras de diferentes colores que le daban gran belleza y resplandor". La corona está desaparecida en la actualidad.

## Últimos reyes de Georgia

### Heraclio II

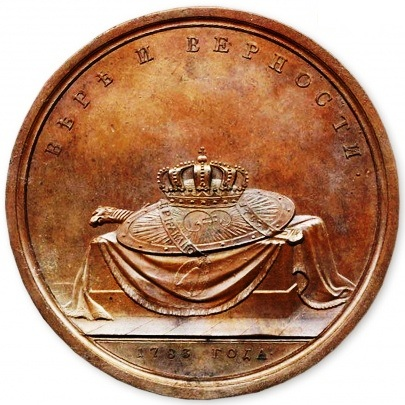
Medalla conmemorativa del Tratado de Gueórguiyevsk.

Las primeras joyas occidentalizadas fueron realizadas para el rey Heraclio II, rey de Kartli-Kajetia, con ocasión de su aceptación del protectorado ruso en 1783 por el tratado de Gueórguiyevsk. Eran una corona y otros "símbolos de investidura" comisionados por la zarina Catalina II y creados por el joyero de la corte, Louis David Duval. Estas joyas fueron perdidas tras el saqueo de Tblisi llevado a cabo en 1795 por las tropas del gobernante persa Aga Muhammad Khan. Sólo quedan de ellas ilustraciones como la del reverso de la medalla conmemorativa del tratado de Gueórguiyevsk, producida por Timoféi Ivánov en la ceca de San Petersburgo en 1790.

### Jorge XII

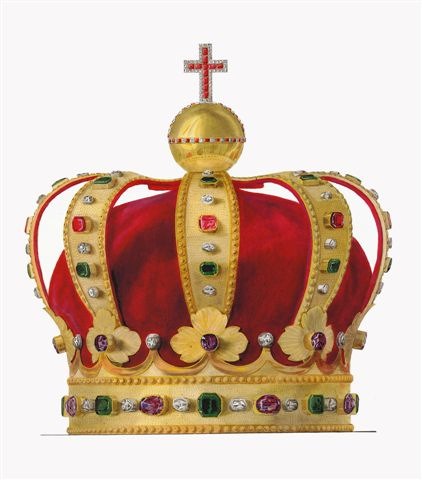
Corona de Jorge XII, pintura de Fiódor Sólntsev.

Jorge XII, hijo de Heraclio II de Kartli-Kajetia, recibió nueva regalía del zar Pablo I tras requerir formalmente su reconocimiento como nuevo rey en noviembre de 1798. Las nuevas joyas -corona, cetro y espada- fueron manifacturadas por el artista Pierre Etienne Theremin y el joyero Nathanael Gottlob Licht en San Petersburgo y presentadas al rey georgiano en una ceremonia solemne en Tblisi. Tras la muerte de Jorge XII el 28 de diciembre de 1800, por los manifiestos imperiales de Pablo I del 18 de enero de 1801 y de su sucesor Alejandro I de 12 de septiembre de 1801,  Georgia fue anexionada al Imperio ruso. El 20 de febrero de 1801, tropas rusas escoltaron las joyas de Tblisi a San Petersburgo.
En 1811, Alejandro I incluyó estos artículos como parte de la iura regalia de los soberanos rusos en la Armería del Kremlin, donde permanecieron hasta la Revolución rusa de 1917. En la heráldica imperial rusa, la Corona georgiana fue ilustrada en el escudo de armas de Tblisi y en el del titular del Reino de Georgia como parte las Armas Mayores del Imperio ruso en 1882. La Corona georgiana estaba hecha de oro, con ornamento incrustados y cerrada por ocho medios arcos sobre los cuales se halla un globo que servía de pie a una cruz. Estaba adornada con 145 diamantes, 58 rubíes, 24 esmeraldas y 16 amatistas.
En 1922, el Comité Ejecutivo Central de Todas las Rusias soviético decidió devolver la Corona georgiana y algunas antigüedades de origen georgiano de los museos rusos a la nueva República Socialista Soviética de Georgia. El 6 de febrero de 1923, la corona fue enviada a Georgia, donde fue guardada en el Museo Estatal. El 23 de abril de 1930, las autoridades georgianas decidieron enviar la corona a Moscú en cumplimiento del requerimiento del gobierno central, donde sería destruida. La historiadora georgiana Natalia Beruchashvili cree que la corona podría haber sido vendida en el extranjero y finalmente adquirida por Henri Deterding, el entonces director de Royal Dutch Shell. Tras su muerte en 1939 se pierde el rastro, aunque podría permanecer en alguna colección privada en Europa. El escudo de Georgia, adoptado en 2004, muestra la corona sobre el escudo.
Del resto de artículos, la espada de acero bulat, adornada con varias gemas, fue perdida sin rastro tras la revolución de 1917. Únicamente el cetro de Jorge XII sobrevivió en la colección de la Armería del Kremlin, debido a un error -pues se creía que pertenecía al zar Pablo I.